# Grande gerboise d'Égypte
Jaculus orientalis
Espèce
Statut de conservation UICN

 LC  : Préoccupation mineure
La Grande gerboise d'Égypte, (Jaculus orientalis) est une espèce de rongeurs de la famille des Dipodidés et vivant dans les zones désertiques.

## Répartition géographique
On la trouve en Algérie, en Égypte, en Israël, en Libye, au Maroc, en Arabie saoudite et en Tunisie.